# Anti-re
Un anti-re o antiré (in tedesco: Gegenkönig) è un presunto re che, a causa di dispute successorie o opposizioni politiche, si autodichiara re in contrasto con un monarca regnante.
Gli antiré sono più frequenti in seno a monarchie elettive piuttosto che in quelle ereditarie come quelle di Francia o Inghilterra; personaggi di questo tipo nelle monarchie ereditarie sono più spesso definiti come pretendenti. Gli antiré sono un fenomeno che si riferisce principalmente alla politica del Sacro Romano Impero Germanico a partire dal XV secolo. Il termine è paragonabile a quello di antipapa, un rivale del papa.
Numerosi antiré si succedettero nel vendicare le proprie pretese al potere e vennero riconosciuti come legittimi monarchi, come ad esempio gli imperatori Corrado III, Federico II e Carlo IV. Lo status di taluni altri come antiré è tuttora disputato, tra i quali Enrico II, duca di Baviera, ed Egberto II, margravio di Meißen.
Altre nazioni che produssero degli antiré furono la Boemia e l'Ungheria.

## Importanti antiré tedeschi
| Nome                                 | Date      | In opposizione a           |
| ------------------------------------ | --------- | -------------------------- |
| Arnolfo di Baviera                   | 919-921   | Enrico I di Sassonia       |
| Rodolfo di Rheinfelden               | 1077-1080 | Enrico IV di Franconia     |
| Ermanno di Salm                      | 1081-1088 | Enrico IV di Franconia     |
| Corrado III di Svevia                | 1127-1135 | Lotario II di Supplimburgo |
| Federico II di Svevia                | 1212-1215 | Ottone IV di Brunswick     |
| Enrico Raspe                         | 1246-1247 | Federico II di Svevia      |
| Guglielmo II d'Olanda                | 1248-1250 | Federico II di Svevia      |
| Guglielmo II d'Olanda                | 1250-1254 | Corrado IV di Svevia       |
| Alfonso X di Castiglia               | 1257-1273 | Riccardo di Cornovaglia    |
| Federico I d'Asburgo                 | 1314-1325 | Ludovico IV il Bavaro      |
| Carlo IV di Lussemburgo              | 1346-1347 | Ludovico IV il Bavaro      |
| Günther XXI di Schwarzburg           | 1349      | Carlo IV di Lussemburgo    |
| Federico I di Brunswick-Wolfenbüttel | 1400      | Venceslao di Lussemburgo   |